# Vtoroie Otdelénie
Vtoroie Otdelénie - Второе Отделение (rus) és un poble de l'óblast de Penza. Rússia. El 2011 tenia 28 habitants.